# Alberto Rivero
Alberto Rivero, más conocido como «Coco» Rivero (Montevideo, 24 de septiembre de 1968) es un actor, director de teatro y docente uruguayo. Comenzó su formación teatral en 1988 y es egresado de la Escuela Multidisciplinaria de Arte Dramático Margarita Xirgú.
Realizó cursos de  postgrado en la Escuela de Cine del Uruguay, además de formarse en el Conservatorio Superior de Arte Dramático de París, en el Centro Teatro del Oprimido de París, en la Escuela Nacional de Circo Fratellini de París y en el Theatre du Soleil, entre otros.
Desde 1994, participa activamente del Carnaval Uruguayo.

## Trayectoria
Fue director del área de artes escénicas de la Dirección Nacional de Cultura entre 2006 y 2008. Director Artístico de la Escuela Multidisciplinaria de Arte Dramático (EMAD) entre 2009 y 2011. Actualmente es docente de la cátedra de Actuación y el Taller de acercamiento a la Dirección de la EMAD, y es docente de actuación en la Escuela de Acción Artística de Luis Trochón.
En el año 2014 creó el espacio de investigación sobre la escena de murga STUDIOMURGA.
Ha participado en más de una centena de espectáculos de todo tipo: teatro, teatro infantil, carnaval, ópera, comedia musical, espectáculos musicales y multidisciplinarios. 
Trabajó con la Comedia Nacional, el teatro El Galpón, Agarrate Catalina, la Filarmónica de Montevideo y variados colectivos artísticos. Dirigió el espectáculo de homenaje a los 250 años del nacimiento de Artigas.
Ha hecho cine, radio y televisión. 
Realizó la puesta en escena del espectáculo “El viaje’ con el que la murga Agarrate Catalina realizó la gira mundial.

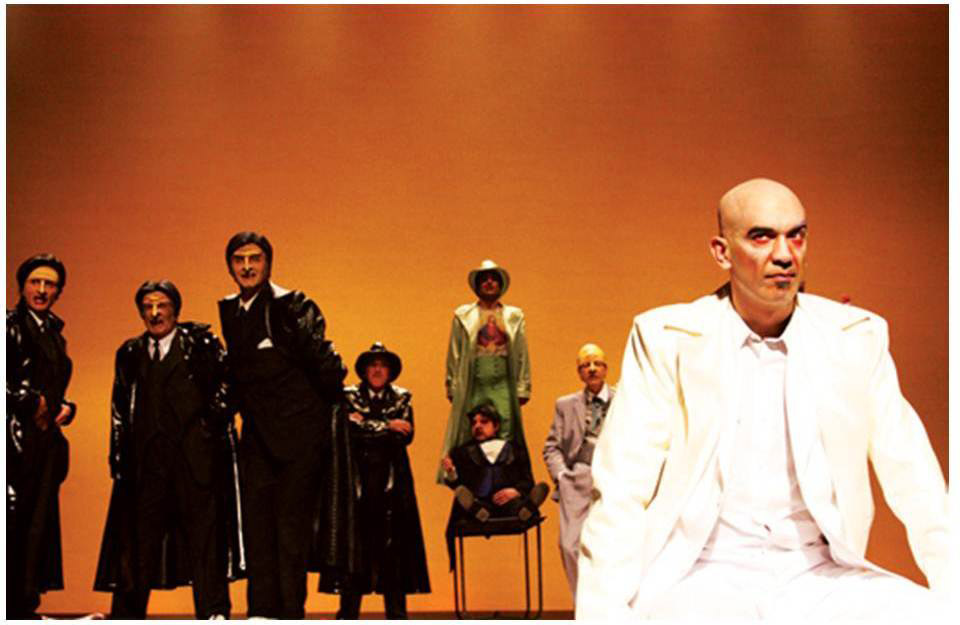
Obra "Arturo Ui"

La Asociación de Críticos Teatrales del Uruguay lo ha nominado en veinticuatro oportunidades al premio Florencio, en los rubros: director, actor, iluminador, y revelación; otorgándole dicho galardón en doce oportunidades, 4 de ellas como mejor director (2002, 2003, 2004, 2008). 
La revista Sábado Show del diario El País le entrega el Premio Iris de Bronce por su dirección de Arturo Ui.
De manera paralela a su actividad teatral, desde 1994 interviene en el Carnaval uruguayo como actor, libretista, iluminador y director, obteniendo 9 primeros premios (ha ganado en todas las categorías de carnaval) y recibiendo 12 premios individuales.
Por sus espectáculos ha obtenido becas e invitaciones para trabajar en países de América y Europa. 
Ha participado de los Festivales de Teatro de Bs. As., Porto Alegre, Madrid, Sevilla, Cangas, México DF, Costa Rica, Paraguay, Suiza, Chile, Ecuador y Nicaragua entre otros.

## Carnaval
| Año                              | Conjunto |
| -------------------------------- | --- |
| 1994                             | Los Sandros (Actor, textos, puesta en escena)                                                                |
| 1995, 1999                       | Rebelión (Actor y textos)                                                                                    |
| 1995-1996                        | Los Dundees (Actor, textos, puesta en escena)                                                                |
| 1997                             | Zíngaros (Actor)                                                                                             |
| 1998                             | Los Bubys (Actor)                                                                                            |
| 1999                             | Los Adams (Diseño pelea de armas)                                                                            |
| 2000                             | Divina Comedia (Actor y puesta en escena)                                                                    |
| 2001-2002                        | Falta y Resto (Actor, puesta en escena y luces)                                                              |
| 2003, 2013, 2014                 | Acontramano (Actor, textos, puesta en escena, luces y dirección artística)                                   |
| 2005                             | Ruanda (Textos, puesta en escena y luces)                                                                    |
| 2004-2006                        | Contrafarsa (Puesta en escena y luces)                                                                       |
| 2006                             | Serenata Africana (Textos, composición, puesta en escena y luces)                                            |
| 2007                             | Vieja Viola (Actor, textos, puesta en escena, luces y dirección artística)                                   |
| 2008, 2010-2012                  | Agarrate Catalina (Puesta en escena, luces y escenografia)                                                   |
| 2009                             | La Cofradía (Puesta en escena y luces)                                                                       |
| 2008-2013, 2015-2017, 2019, 2020 | Tronar de tambores (Actor, textos, puesta en escena, luces, composición, escenografía y dirección artística) |
| 2012-2013                        | Los Muchachos (Actor, textos, puesta en escena, luces y dirección artística)                                 |
| 2013                             | Eskandalo (Textos, puesta en escena y luces)                                                                 |
| 2015                             | La Buchaca (Puesta en escena, escenografía y luces)                                                          |
| 2016                             | Don Timoteo (Dirección artística y luces)                                                                    |
| 2017                             | Cayó la cabra (Puesta en escena)[6]                                                                          |
| 2018                             | Momolandia (Puesta en escena y dirección artística)                                                          |
| 2020                             | La Gran Muñeca (Puesta en escena)[7]                                                                         |
| 2021                             | La Clave (Textos, puesta en escena, luces y dirección artística)                                             |

## Premios
TEATRO
Premio Florencio Mejor espectáculo por:
- Arturo Ui[9] Versión propia sobre texto de B, Brecht (Temporada 2008)
- Caníbales de G. Tabori (temporada 2004),
- .45´ de Sergio Blanco, (temporada 2003)
- La misión de Heiner Müller (Temporada 2002),
- Jubileo de G. Tabori (temporada 2000) (Voto del público)

Premio Florencio Mejor director por: 
- Arturo Ui Versión propia sobre texto de B, Brecht (Temporada 2008),
- Caníbales[10] de G. Tabori (temporada 2004),
- .45´ de Sergio Blanco, (temporada 2003)
- La misión de Heiner Müller (Temporada 2002)

Premio Florencio Mejor iluminación por:
- .45´ de Sergio Blanco (temporada 2003),
- El jorobado de Notredame versión de Rafael Pence, dirección de Ignacio Cardozo (temporada 2002, teatro infantil)

- 2002, Premio Florencio actor de reparto por: El jorobado de Notredame versión de Rafael Pence, dirección de Ignacio Cardozo (teatro infantil)
- 2008, Premio Iris 2008 por la dirección de Arturo Ui

### Galardones
- Primer premio categoría Murgas, con el conjunto Agarrate Catalina, Carnaval 2008 y Carnaval 2011
- Primer premio categoría Negros y lubolos con Tronar de tambores carnaval 2010, 2011, 2019 y 2020
- Primer premio categoría Humoristas, con el conjunto Los Buby`s, Carnaval 1998
- 1er Premio Categoría Parodistas con el conjunto Los Dundees  Carnaval 1995
- 1er Premio Categoría Revistas con el conjunto Rebelión Carnaval 1995
- Mejor puesta en escena de Negros y lubolos Tronar de tambores[11] 2010, 2019 y 2020
- Mejor puesta en escena del Carnaval con la Murga Falta y Resto 2001 y con la Murga Acontramano 2003
- Mejor puesta en escena de murgas 2008 y 2011 con la murga Agarrate Catalina,  2014 con la murga Acontramano y 2016 Don Timoteo
- Mejor iluminación de carnaval. Tronar de tambores[12] 2019
- 3er Premio en el  Concurso “Víctor Soliño[13] al Mejor Tema Inédito”. (AGADU 1995)  Tema Rebeldía, compuesto con el Sr.  Jorge Damseaux.
- Premio como mejor Letrista de la Categoría Revistas. Otorgado por AGADU. (1995)
- Mejor Letrista de la Categoría Revistas. Rebelión 1995.
- Mejor letrista de lubolos Tronar de Tambores 2010 y 2020
- Mejor letrista lubolos Valores de Ansina 2024